# Улькови
Улькови (пол. Ulkowy, нім. Uhlkau) — село в Польщі, у гміні Пщулки Ґданського повіту Поморського воєводства.
Населення — 324 особи (2011).
У 1975-1998 роках село належало до Гданського воєводства.

## Демографія
Демографічна структура станом на 31 березня 2011 року:
|          | Загалом | Допрацездатний вік | Працездатний вік | Постпрацездатний вік |
| -------- | ------- | ------------------ | ---------------- | -------------------- |
| Чоловіки | 179     | 39                 | 129              | 11                   |
| Жінки    | 145     | 29                 | 89               | 27                   |
| Разом    | 324     | 68                 | 218              | 38                   |